# Spirituel filosofi
Spirituel filosofi eller åndelig filosofi er filosofi, der fokuserer på spørgsmål om åndelighed, menneskets natur, bevidsthed og eksistensens formål. Denne type filosofi vedrører de aspekter af livet, som ikke kan opfattes med de fysiske sanser. Den omhandler komplekse forhold, der går ud over det materielle og søger at udforske de fundamentale sider af virkeligheden. Spirituel filosofi adskiller sig fra akademisk filosofi, idet målet er at opnå personlig erkendelse, oplysning eller åndelig vækst snarere end teoretisk forståelse og diskussion. 

## Hovedtræk
Spirituel filosofi kan antage mange former og kan være forbundet med forskellige religiøse og kulturelle traditioner, men den behøver ikke at have forbindelse til hverken religion eller tro. Spirituel filosofi kan være forbundet med mere åndelige eller eksistentielle tilgange, der ikke er bundet til en bestemt religion. Nogle spirituelle filosofier har en mystisk tilgang, mens andre kan være mere humanistiske eller eksistentielle. Den kan for eksempel omfatte ideer om karma, genfødsel, meditation, oplysning, og andre begreber, der adresserer menneskets åndelige liv.  
Det er vigtigt at bemærke, at begrebet "spirituel filosofi" ikke henviser til en enkelt sammenhængende skole eller tankegang, men snarere til en bred vifte af filosofiske tilgange, der deler fokus på åndelige spørgsmål. Nogle af de kendte retninger er hinduistisk filosofi, buddhisme, kristen mystik, sufisme, traditionalisme, transcendentalisme, åndsvidenskab og nytraditionalisme. Sommetider omtaler folk også spirituel filosofi som “esoterisk filosofi” eller "mystisk filosofi." Spirituel filosofi er oftest ikke henvendt til almindelige mennesker.

## Afgrænsning
Forskel fra akademisk fagfilosofi: Spirituel type filosofi adskiller sig fra traditionel akademisk fagfilosofi og vedrører aspekter af livet, som ikke kan opfattes med de fysiske sanser. Hvor akademisk fagfilosofi er en rent intellektuel disciplin, er spirituel filosofi typisk mere erfaringsbaseret og har ofte et praktisk formål.
Forskel fra religion: Spirituel filosofi og religion er to forskellige tilgange til at forstå og forholde sig til det åndelige og det transcendente. Religioner har typisk et sæt dogmer eller en tro, der forventes at blive accepteret af deres tilhængere. Dette kan omfatte troen på en bestemt gud eller guddomme, hellige tekster og religiøse ritualer. Spirituel filosofi har en mere erfaringsbaseret tilgang, hvor individet kan udvikle deres åndelighed uden at følge en bestemt dogmatisk tro.
Forskel fra New Age: Udenforstående forveksler sommetider fejlagtigt spirituel filosofi med New Age, som var en moderne bevægelse kendetegnet ved en astrologisk tro på vandmandens tidsalder. Selv om der kan være visse overlapninger i nogle af de åndelige ideer, havde New Age fokus på astrologi, krystalterapi, tarotlæsning og englekanalisering, som ikke er en del af den spirituelle filosofi. Spirituel filosofi er en helt anden tilgang, som dermed heller ikke kendetegnet ved at have en astrologisk tro på en kommende blomstrende tidsalder.